# Kościół św. Wawrzyńca we Wrzosie
Kościół św. Wawrzyńca we Wrzosie – rzymskokatolicki kościół parafialny zlokalizowany we wsi Wrzos w województwie mazowieckim (powiat radomski). Funkcjonuje przy nim parafia św. Wawrzyńca.

## Historia

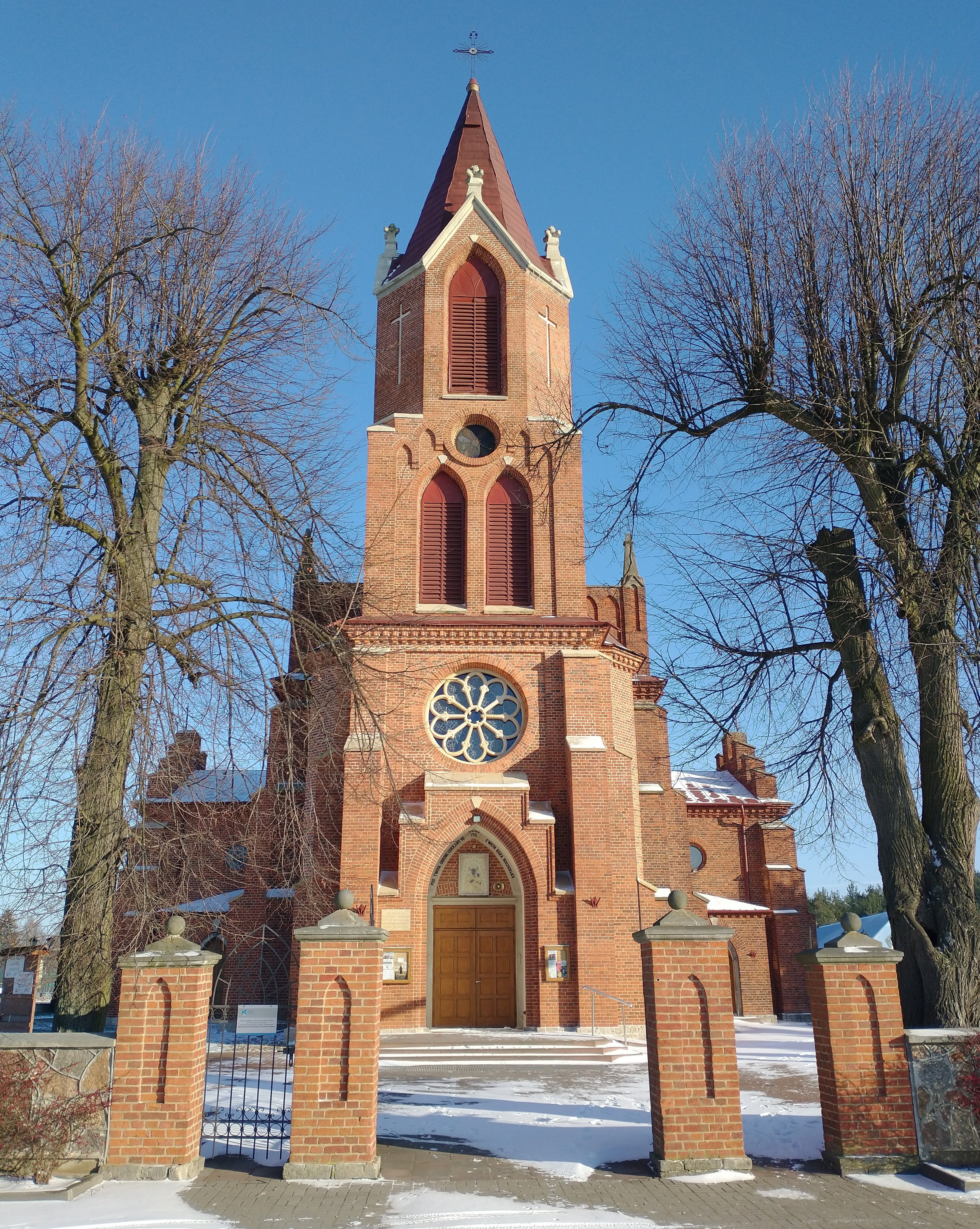
Wieża i wejście

Parafię we wsi erygował arcybiskup Jarosław Bogoria Skotnicki około 1372. W tym samym mniej więcej czasie powstał pierwszy kościół z drewna, który nosił wezwanie św. Wawrzyńca oraz św. Idziego.
W 1420 powstała następna (murowana) świątynia dedykowana w 1521. W połowie XVI wieku przeszła ona w ręce protestanckie. Katolicy odzyskali ją, gdy rodzina Podlodowskich przeszła na katolicyzm. 
W 1908 (lub 1905) doszło do rozbudowy obiektu o część nawy, jak i wieżę. W trakcie działań I wojny światowej (1915) uległ on zniszczeniu. Odbudowany został w latach 1917–1923 z inicjatywy księdza Piotra Dembowskiego, a dedykacji dokonał w 1923 biskup Paweł Kubicki. W 1984 świątynię odrestaurowano. W 2020 odnowiono okna, a w 2021 biskup Marek Solarczyk poświęcił odrestaurowane organy (zagrał na nich wówczas prof. Wiktor Łyjak).
Kościół został wpisany do rejestru zabytków 15 października 1982 pod numerem 187/A/82. 

## Architektura
Kościół jest budowlą ceglaną, orientowaną, jednonawową, pierwotnie gotycką.

## Galeria

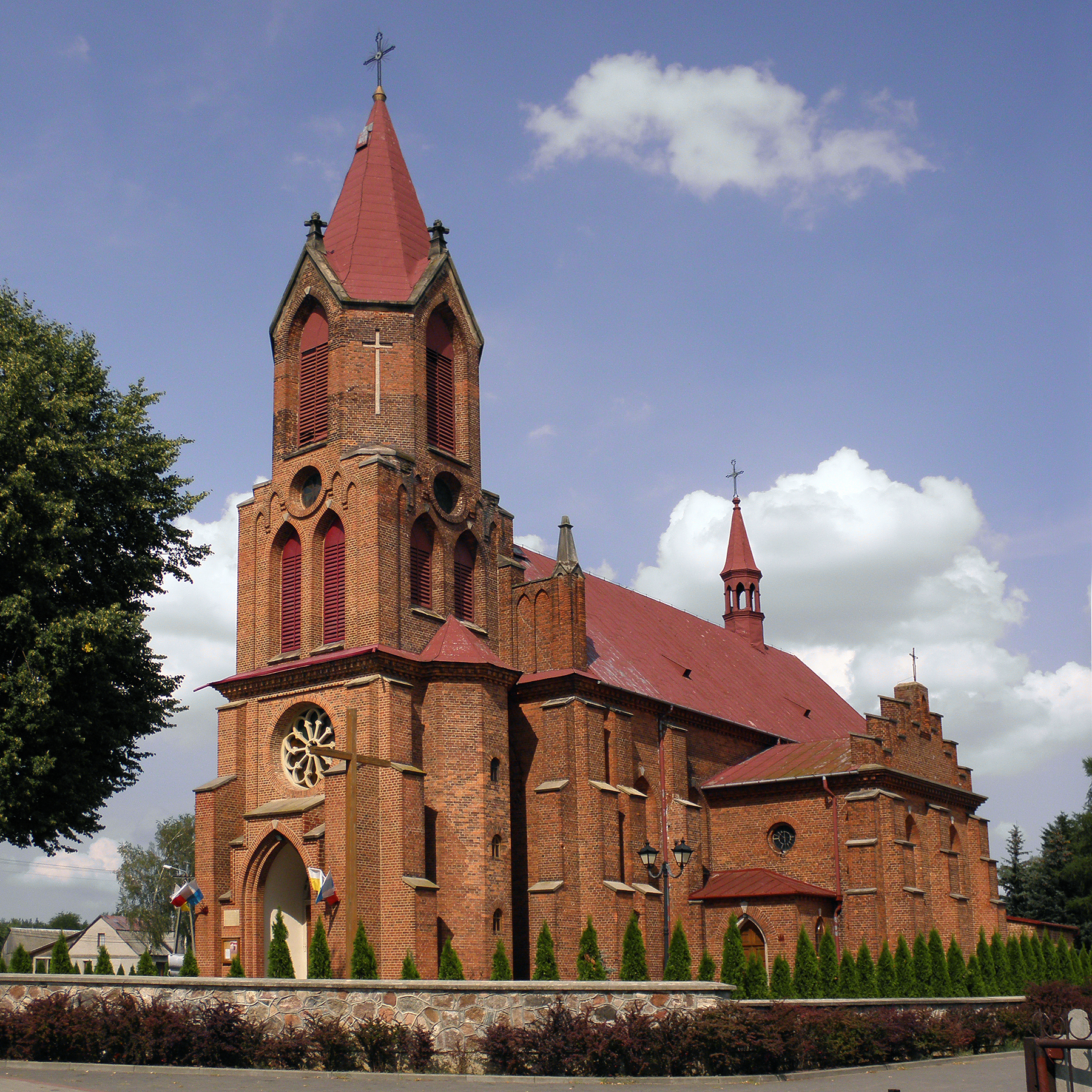
Widok ogólny
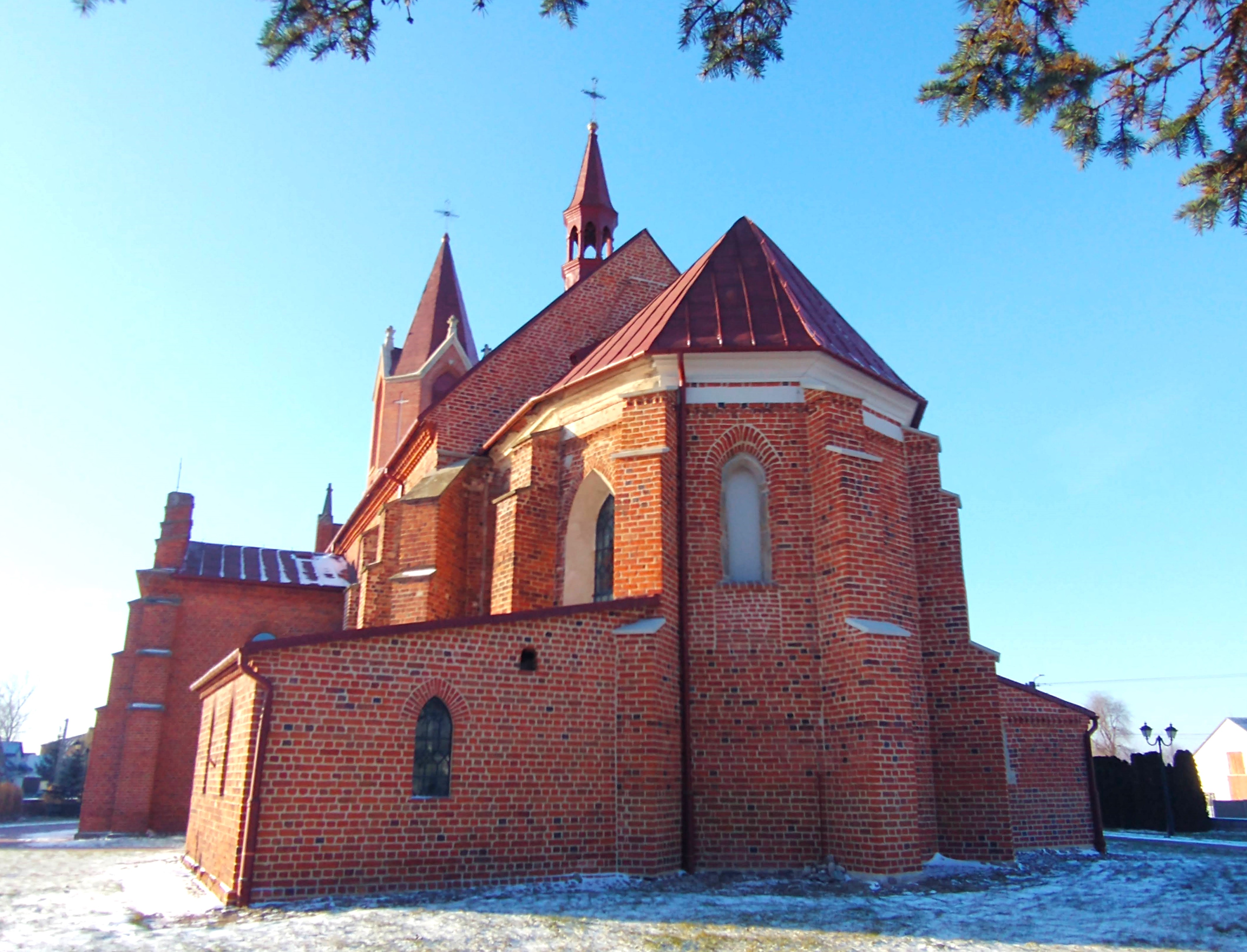
Widok od prezbiterium
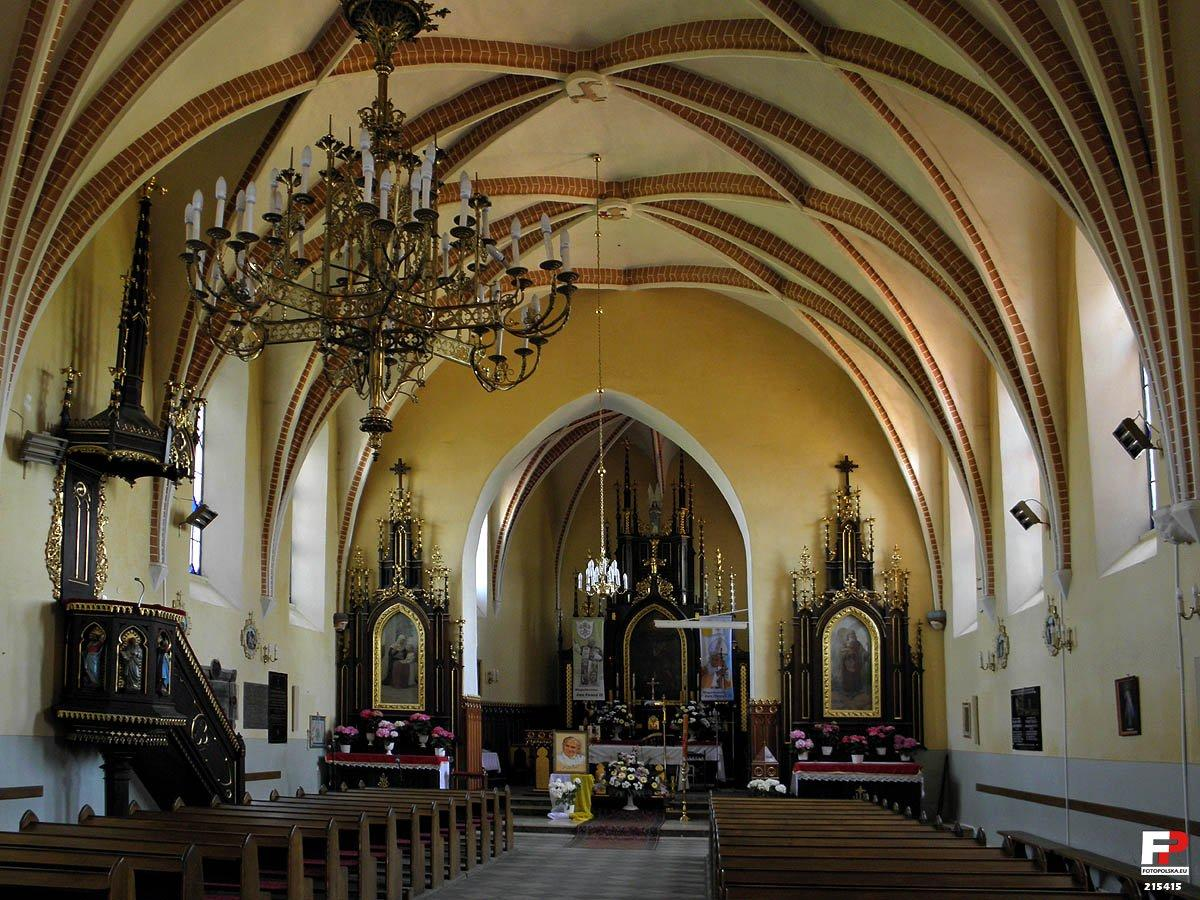
Wnętrze